# Włochy
Włochy es un dzielnica (distrito) de Varsovia. Está en el puesto número quince de distritos con más habitantes de Varsovia. El distrito, que significa Italia, fue el barrio que acogió a los inmigrantes italianos que venían a buscar trabajo en Polonia. Włochy es el séptimo distrito más grande de la capital polaca, y es el sexto distrito con mayor densidad de población.

## Historia
En la Edad Media, la zona se conocía por el nombre de Porzucewo Sopęchy hasta el siglo XV. Se desconoce el origen exacto del nombre Włochy. Gramaticalmente es plural, y significa literalmente "Italia" en polaco. Una teoría es que el nombre proviene de un ejército extranjero, probablemente italiano, que podría haber estado en el cercano distrito de Wola (donde estaba la embajada italiana). Otra teoría es que el nombre deriva de Jan Yokel, apodado "Włoch", quien al parecer fue el fundador de la aldea que originó a Włochy. También dicen que fue por una familia de apellido "Italia", que habitó en esa región.
Entre 1938 y 1951, Włochy era uno de los lugares más prestigiosos de Polonia. El 2 de mayo de 1951, Włochy, que por aquel entonces era una localidad independiente, fue anexado a Varsovia como parte del distrito de Ochota. Desde 1994 había formado el municipio de Warszawa-Włochy, hasta 2002, cuando desaparecieron los municipios y se crearon los distritos de la capital, convirtiéndose en un distrito independiente de Varsovia.